# The City of Failing Light
The City of Failing Light er en amerikansk stumfilm fra 1916 af George Terwilliger.

## Medvirkende
- Herbert Fortier som John Gray / David Gray.
- Octavia Handworth.
- William H. Turner som Packard.
- Leslie Austin.
- Mary Carr som Mrs. Packard.